# 동서종합문화재연구원
동서종합문화재연구원은 문화유산의 조사, 연구, 보존보호를 통하여 민족문화의 우수성을 선양하고 새로운 민족창조에 기여하기 위하여 설립된문화체육관광부 소관의 재단법인이다.